# (3901) Nanjingdaxue
(3901) Nanjingdaxue es un asteroide perteneciente al cinturón de asteroides, descubierto el 7 de abril de 1958 por el equipo del Observatorio de la Montaña Púrpura desde el Observatorio de la Montaña Púrpura, Nankín (China).

## Designación y nombre
Designado provisionalmente como 1958 GQ. Fue nombrado Nanjingdaxue en homenaje a la universidad china de Nankín, "Nanjing Daxue".